# 동방환상향 ~ lotus land story
《동방환상향 ~ lotus land story》(일본어: 東方幻想郷 〜 Lotus Land Story.)은 동방 프로젝트의 네번째 시리즈 게임이다. 제작은 오타 준야가 하였다.